# Coccoloba glaziovii
Coccoloba glaziovii är en slideväxtart som beskrevs av Gustav Lindau. Coccoloba glaziovii ingår i släktet Coccoloba och familjen slideväxter. Inga underarter finns listade i Catalogue of Life.